# Mon oncle Benjamin
Pour les articles homonymes, voir Mon oncle Benjamin (homonymie).
Mon oncle Benjamin est un roman de l'écrivain français Claude Tillier publié en 1843.

## Résumé
Le roman est constitué par le récit d'un narrateur rapportant quelques épisodes de la vie du frère de sa grand-mère, Benjamin Rathery, qui est donc en réalité son grand-oncle. Le lieu du récit est Clamecy, l'époque est la fin du règne de Louis XV ou le règne de Louis XVI, au moins dix ans après la bataille de Fontenoy. Le narrateur est le fils de Gaspard Machecourt, fils aîné de la sœur de Benjamin et d'un huissier de justice de Clamecy.
Âgé de 28 ans, Benjamin Rathery est un médecin peu convaincu, ne voulant pas payer ses dettes, plutôt amateur de bonnes bouteilles, assez cultivé, portant l'épée, célibataire convaincu. Sa sœur, chez qui il vit, cherche à le convaincre de se marier, ce qu'il accepte à la suite d'un incident de beuverie : il a blessé son beau-frère au cours d'une parodie de duel. Le choix se porte sur la fille d'un autre médecin des environs, Minxit. S'il tient à une femme, c'est Manette, la belle femme de l'aubergiste. Alors Benjamin monte à l'auberge et reste avec Manette...

## Commentaires
Ce roman satirique ne fut pendant très longtemps disponible en France qu'en édition de luxe limitée. Alors qu'il était facilement trouvable dans les librairies allemandes, suisses et belges[réf. nécessaire].
Il s'agissait du livre préféré de Georges Brassens ; il disait : « Quiconque n'a pas lu Mon oncle Benjamin ne peut se dire de mes amis » .

## Éditions françaises
- 1842 : publication en feuilleton dans le journal L'Association
- 1843 : Mon oncle Benjamin, W. Coquebert, Nevers (édition originale)
- 1846 : Œuvres, C. Sionest, Nevers  (disponible sur Wikisource)
- 1854 : Mon oncle Benjamin, Larpin & Cœndoz, Lausanne
- 1854 : Mon oncle Benjamin suivi de Comment le chanoine eut peur, Comment le capitaine eut peur, Le Professeur de rhétorique en province et d'une lettre à l'éditeur de P. J. Stahl, Kiessling Schnée et Cie, Bruxelles et Leipzig (disponible sur Google Books)
- 1862 : Œuvres de Claude Tillier, Pfeffer et Puky, Genève (disponible sur Gallica)
- 1881 : Mon oncle Benjamin : roman social, Société littéraire Davoine, Chaux-de-Fonds et Neufchâtel
- 1881 : Mon oncle Benjamin, Conquet, Paris, 2 vol. illustrés, préface de Charles Monselet (édition de luxe)
- 1906 : Mon oncle Benjamin, préface de Lucien Descaves, A. Bertout, Paris et A. Lapie, Lausanne, XXIII+276 p.  (première édition française à plusieurs tirages pour le grand public)
- 1933 : Mon oncle Benjamin, illustrations de Jean Arnavielle, H. Le Soudier, Paris
- 1943 : Mon oncle Benjamin, Marcel Lubineau, 302 pages. Édition tirée à 950 exemplaires numérotés sur papier vélin de Lana (illustrée de 75 dessins de Sylvain Sauvage, gravés sur bois par Gilbert Poillot et coloriés au pochoir par Maurice Beaufumé)
- 1950 : Mon oncle Benjamin, coll. Athêna-Luxe, éditions Athêna, Paris, illustrations rehaussées de pochoirs, bandeaux et cul-de-lampe, d'après les originaux de Joseph Hémard

## Adaptations cinématographiques
- Mon oncle Benjamin (1924), film français muet de René Leprince avec Léon Mathot (Benjamin), Madeleine Erickson (Manette) ;
- Mon oncle Benjamin (1963), téléfilm français de René Lucot diffusé dans Le Théâtre de la jeunesse avec Dominique Paturel (Benjamin), Paule Noëlle (Manette), Denise Gence;
- Mon oncle Benjamin (1969), film français d'Édouard Molinaro avec Jacques Brel (Benjamin), Claude Jade (Manette);
- Ne sois pas triste (1969), film soviétique de Gueorgui Danielia avec Vakhtang Kikabidze (Benjamin)

## Autres adaptations
- Mon oncle Benjamin (1938), comédie musicale, musique de Francis Bousquet (1890-1942), paroles de Georges Ricou créée à Roubaix en 1939 et repris à l’Opéra-Comique le 10 mars 1942 par (entre autres) Christiane Gaudel (1907-1957) qui interprète une jeune fille. Le rôle-titre est chanté par Roger Bourdin.